# Hrabstwo Northumberland (Wirginia)

Piramida wieku hrabstwa

Hrabstwo Northumberland – hrabstwo w USA, w stanie Wirginia, według spisu z 2000 roku liczba ludności wynosiła 12259. Siedzibą hrabstwa jest Heathsville.

## Geografia
Według spisu hrabstwo zajmuje powierzchnię 741 km², z czego 500 km² stanowią lądy, a 241 km² – wody.

### Miasta
- Kilmarnock

### CDP
- Heathsville